# Novobudova, Hlobîne
Novobudova (în ucraineană Новобудова) este un sat în comuna Babîcivka din raionul Hlobîne, regiunea Poltava, Ucraina.

## Demografie
Componența lingvistică a localității Novobudova
     Ucraineană (92,19%)
     Rusă (7,81%)
Conform recensământului din 2001, majoritatea populației localității Novobudova era vorbitoare de ucraineană (92,19%), existând în minoritate și vorbitori de rusă (7,81%).